# El perpetrador aficionado
El perpetrador aficionado (título original en inglés: The Amateur Cracksman) es una colección de relatos del autor Ernest William Hornung, protagonizadas por su personaje más notable A. J. Raffles, un ladrón de guante blanco en la Inglaterra a finales de la era Victoriana. Se publicó por primera vez en 1899.
El libro fue muy bien recibido y generó tres continuaciones, las dos colecciones de relatos La Máscara Negra (1901) y Un ladrón en la noche (1904) y la novela, Mr. Justice Raffles en 1909.

## Argumento
Arthur Raffles es un prominente miembro de la sociedad Londinense y un héroe deportivo nacional. Como jugador de críquet regularmente representa a Inglaterra en las competencias por la Copa del Mundo. Utiliza esto como una oportunidad para cometer una serie de golpes, principalmente robando valiosa joyería de sus anfitriones. En esto es asistido por su amigo, el joven idealista Bunny Manders. Ambos hombres están constantemente bajo la vigilancia de Inspector Mackenzie de Scotland Yard que es siempre frustrado en sus intentos para impedir los crímenes en Raffles.
En la historia final El regalo del emperador, se llama a Raffles al servicio en nombre de la Oficina de Asuntos Extranjeros, ya que desean recuperar una valiosa perla de un diplomático alemán en Inglaterra.
Los cuentos incluidos en la colección son:
- Los idus de marzo
- Una pieza de dizfras
- Caballeros y jugadores
- Le Premier Pas
- Wilful Murder
- Los nueve puntos de la ley
- El encuentro del regreso
- El regalo del emperador